# Університет Ерлангена — Нюрнберга
Університет Ерлангена — Нюрнберга (нім. Friedrich-Alexander-Universität Erlangen-Nürnberg) — другий за розміром університет у Баварії, Німеччина. Університет складається з 5 факультетів та 260 кафедр, де навчається загалом понад 25 000 студентів (із них 2500 іноземних студентів) за 132 спеціальностями, працює 12 000 співробітників та 550 професорів. До університетської структури також належить 24 клініки. Університет Ерлангена — Нюрнберга підтримує тісні зв'язки з 500 міжнародними вищими навчальними закладами та 130 міжнародними науковими товариствами. 2008 року університет отримав 110,45 млн євро від спонсорів та є лідером у Німеччині серед фінансування наукових проєктів.

## Назва
- Ерлагенська публічна аудиторія (Auditorium publicum) — назва у 1676—1699 роках.
- Ерлангенська лицарська академія (нім. Erlanger Ritterakademie) — назва у 1699—1742 роках; лицарська академія, на базі якої постав університет.
- Ерлангенський університет
- Університет Ерлангена — Нюрнберга
- Університет ім. Фрідріха-Александра міст Ерлангена та Нюрнберга (нім. Friedrich-Alexander-Universität Erlangen-Nürnberg)
- Нюрнберзький Ерланген університет[13]

## Історія
Університет заснований в 1742 році в Байройті маркграфом Брандербургу-Байройту Фрідріхом. Згодом у 1743 році Університет був переміщений в Ерланген. Кристіан Фрідріх Карл Александр, макграф Бранденбургу-Ансбаху, надав значної підтримки становленню університету, за що його ім'я було увіковічене в назві поряд з іменем засновника маркграфа Фрідріха.
Від часу заснування, університет був протестантським закладом, але поступово релігія відділялася від університету. За часів Третього Рейху університет був одним із перших, у якому сформувалася більшість серед студентського врядування приналежна до націонал-соціалістичної робітничої партії Німеччини.
У 1961 році вище економічне та соціологічне училище Нюрнберга, що було засноване в 1919 році, було об'єднано з Ерлангенським університетом, що і призвело до сучасної назви Університет Ерлангена — Нюрнберга. У 1966 році був заснований Технічний факультет і зараз у новому університетському комплексі в Південному Ерлангені розташовані кафедри інженерії, інформатики, неорганічної та фізичної хімії, а також технічно-природнича галузева бібліотека та університетська їдальня. У 1972 році вище педагогічне училище Нюрнберга стало частиною університету.

## Факультети
З 1 жовтня 2007 року Університет Ерлангена — Нюрнберга заснував п'ять факультетів, після чого в лютому 2007 року нова факультетська структура набула чинності:
- Філософський факультет та відділення теології
- Факультет правознавства та економіки
- Медичний факультет
- Природничий факультет
- Технічний факультет

До 30 вересня 2007 року університет складався з таких одинадцяти факультетів (відсортованих у порядку заснування):
- Теологічний факультет
- Правовий факультет
- Медичний факультет
- Філософський факультет I (філософія, історія та соціологія)
- Філософський факультет II (філологія та літературознавство)
- Природничий факультет I (математика та фізика)
- Природничий факультет II (біологія, хімія та фармацевтика)
- Природничий факультет III (географія, геологія, мінералогія, палеонтологія)
- Економічний та соціологічний факультет (колишнє вище економічне та соціологічне училище Нюрнберга, засноване в 1919 році та об'єднане з університетом у 1961 році)
- Технічний факультет (1966)
- Педагогічний факультет (1972) в Нюрнберзі.

## Відомі випускники
- Людвіг Ергард — канцлер ФРН у 1963—1966 роках.
- Еммі Нетер — математик.
- Ганс Вільгельм Гейгер — фізик.
- Герман Еміль Фішер — хімік, Нобелівський лауреат 1902 року.
- Едуард Бухнер — хімік, Нобелівський лауреат 1907 року.
- Людвіг Феєрбах — філософ.
- Юстус фон Лібіх — хімік.
- Георг Симон Ом — фізик.
- Артур Гарден — Нобелівський лауреат з хімії 1929 року.
- Сандра Цісек — медикиня і вірусологиня.

## Відомі люди пов'язані з університетом
- Йоганн Шребер — натураліст, завідувач ботанічного саду міста Ерланген у кінці XVIII ст.
- Фрідріх-Казимир Кеттлер
- Йоганн Арнольд Канне — сходознавець.